# Jens Großmann
Jens-Oliver Großmann (* 14. Januar 2000) ist ein deutscher Basketballspieler.

## Leben
Großmann spielte in der Jugend von BC Hamburg, ebenso der Piraten Hamburg (Nachwuchs der Hamburg Towers), im Spieljahr 2017/18 kam er zusätzlich zu Einsätzen in der Herrenmannschaft der TSG Bergedorf in der 1. Regionalliga. Er ging anschließend von Hamburg nach München, verstärkte den Regionalligisten MTSV Schwabing sowie die Mannschaft der mit dem MTSV verbundenen Internationalen Basketball Akademie München in der Nachwuchs-Basketball-Bundesliga.
Im August 2019 unterschrieb der Flügelspieler einen Vertrag beim Zweitligisten Paderborn Baskets. 2023 beendete er sein Studium im Fach Physik und verließ am Ende des Spieljahres 2022/23 die Paderborner Mannschaft.